# Шуринов, Владимир Дмитриевич
Владимир Дмитриевич Шуринов (1924 — 2000) — советский  гвардии старший сержант, командир орудия 137-го гвардейского артиллерийского полка, 70-й гвардейской стрелковой дивизии, 38-й армии, 4-го Украинского фронта.  Полный кавалер Ордена Славы.

## Биография
Родился 25 августа 1924 года в деревне Локтево, Липецкая область в крестьянской семье. В 1940 году после окончания четырёх  классов работал в колхозе, в 1942 году окончил Воронежскую школу фабрично-заводского обучения.
С 1942 года призван в ряды РККА, после прохождения обучения в 1943 году направлен в действующую армию — наводчик орудия 137-го гвардейского артиллерийского полка, 70-й гвардейской стрелковой дивизии, 38-й армии, воевал на Центральном, 1-м Украинском и 4-м Украинском фронтах.
С 16 на 17 июля 1944 года наводчик орудия гвардии рядовой В. Д. Шуринов в боях в двадцати пяти километров северо-восточнее города Львова уничтожил в составе расчета две огневые точки и свыше отделения пехоты противника. За это 25 августа 1944 года Указом Президиума Верховного Совета СССР В. Д. Шуринов был награждён  Орденом Славы 3-й степени.
26 января 1945 года  командир орудия гвардии младший сержант В. Д. Шуринов в бою в районе населённого пункта Витановице в Польше подавил два вражеских пулемёта. Всего в боях с 15 по 28 января 1945 года расчёт В. Д. Шуринова вывел из строя четыре автомашины, пять пулемётов, значительное количество другой техники и до взвода пехоты противника.  17 марта 1945 года Указом Президиума Верховного Совета СССР В. Д. Шуринов  был награждён  Орденом Славы 2-й степени.
В апреле 1945 года командир орудия гвардии младший сержант В. Д. Шуринов при форсировании реки Опава в  Чехии уничтожил два пулемёта и свыше десяти гитлеровцев. 15 мая 1946 года  Указом Президиума Верховного Совета СССР В. Д. Шуринов  был награждён  Орденом Славы 1-й степени.
В 1947 году гвардии старший сержант В. Д. Шуринов был демобилизован из рядов Советской армии. Жил и работал в селе Болховское в совхозе «Владимирский».  Умер 14 марта 2000 года в селе Болховское, Липецкой области.

## Награды
- Орден Славы I степени (1946)
- Орден Славы II степени (1944)
- Орден Славы III степени (1945)
- Орден Отечественной войны I степени (1985)
- Медаль За отвагу (1943)